# Принцип
Принцип е утвърдено единно правило или стойност, на което се основават различни твърдения, процеси и постановки. Той е основно и неизменно правило, което следват физични, химични, биологични и други процеси. В правото, това е правило, което трябва да бъде или е най-често следвано или е неизбежно последствие от нещо, като например законите на природата или начина, по който е създадена системата. Принципите на една такава система се разбират от участниците ѝ като жизненоважни характеристики на самата система или отразяващи проектираната цел на системата, както и ефективната работа или употреба на които биха били невъзможно, ако се пренебрегне някой от принципите. Дадена система може изрично да се основава на или да се изпълнява от набор от принципи.
Примери за принципи са: ентропията в редица области, принципът на най-малкото действие във физиката, доктрини или предположения, образуващи нормативни правила за поведение, централната догма в молекулярната биология, честността в етиката и други.